# Genival Matias
Genival Matias de Oliveira Filho  (João Pessoa, 19 de junho de 1967 — Ipojuca, 19 de julho de 2020) foi um empresário e político brasileiro.

## Biografia
Genival Matias foi candidato a Deputado estadual pela Paraíba em 2010, pelo Partido Trabalhista do Brasil (PTdoB) obtendo 15.255 votos. Genival Matias foi eleito em 2014 com 15.027 votos. Em 2018, foi reeleito ao cargo com 26.777 votos.
Empresário do ramo da mineração e da construção civil, herdou a política de seu pai, o juiz federal Genival Matias, que foi vice-prefeito de Juazeirinho, no Seridó paraibano. Também atuou como presidente estadual do seu partido, o Avante.
Além de membro da Mesa Diretora, Genival Matias compunha também a Comissão de Direitos das Pessoas com Deficiência.

### Morte
Genival morreu em julho de 2020, vítima de um acidente vascular cerebral, enquanto pilotava um jet-ski no litoral pernambucano. Seu velório ocorreu na Assembleia Legislativa da Paraíba.

## Desempenho eleitoral
| Ano  | Cargo                        | Votos  | Partido | Resultado  | Ref.  |
| ---- | ---------------------------- | ------ | ------- | ---------- | ----- |
| 2010 | Deputado estadual da Paraíba | 15.255 | PTdoB   | Não-eleito | [ 3 ] |
| 2014 | Deputado estadual da Paraíba | 15.027 | PTdoB   | Eleito     | [ 4 ] |
| 2018 | Deputado estadual da Paraíba | 26.777 | Avante  | Eleito     | [ 5 ] |

## Ligações Externas
- Genival Matias na Assembleia Legislativa da Paraíba
- Genival Matias no Instagram
- Genival Matias no Facebook